# Шмавер (Требнє)
Шмавер (словен. Šmaver) — поселення в общині Требнє, регіон Південно-Східна Словенія, Словенія.